# Júlia Coromines i Vigneaux
Júlia Coromines i Vigneaux (Barcelona, 17 d'octubre de 1910 - 30 de març de 2011) va ser una metgessa i psicoanalista catalana, pionera del mètode Montessori a Catalunya. Era filla de Pere Coromines i Montanya i de Celestina Vigneaux i Cibils. Els seus germans eren Joan Coromines, filòleg, i Ernest Corominas, matemàtic.

## Biografia
Es llicencià en cirurgia i medicina per la Universitat de Barcelona, i durant la guerra civil espanyola fou metgessa de les llars d'infants de la Generalitat de Catalunya. En acabar la guerra s'exilià a París i a l'Argentina amb la seva família, però el 1944 tornà i es doctorà en medicina primer a Madrid i després a Barcelona.
El 1947 va obtenir una beca i estudià psiquiatria i psicoteràpia a Londres, on descobrí les possibilitats de l'ús de la psicoanàlisi, de la qual es considera introductora a Espanya, juntament amb Pere Bofill i Pere Folch. El 1952 fou un dels cofundadors de la Societat de Neuropsiquiatria Infantil, juntament amb Josep Solé, Jeroni de Moragas i Lluís Folch. De 1971 a 1977 va presidir la Societat Espanyola de Psicoanàlisi, fundà l'Institut de la Psicoanàlisi de Barcelona, el 1984 dirigí la Revista Catalana de Psicoanàlisi i el 1986 fou una de les fundadores del Centre de Psicoteràpia Psicoanalítica.
També va crear i dirigir un temps el primer Centre Pilot de paràlisi cerebral de Catalunya. Destaquen els seus estudis sobre el desenvolupament psicològic en la primera infància, i ha fet notables aportacions en els camps de la psicopatologia arcaica i el desenvolupament precoç, raó per la qual el 1997 va rebre la Creu de Sant Jordi.

## Obres
- Psicopatologia i desenvolupaments arcaics (1991)
- Psicoterapia de grupos con niños (1996), amb Lluís Farré, Montserrat Martínez i Núria Camps.